# 中山英親
中山 英親（なかやま ひでちか）は、江戸時代初期の公卿。権大納言・中山元親の子。官位は正二位・権大納言。中山家17代。

## 官歴
『公卿補任』による
- 寛永4年（1627年） 4月15日：誕生
- 寛永8年（1631年） 正月6日：叙爵（従五位下）
- 寛永11年（1634年） 5月19日：元服、従五位上、侍従、昇殿
- 寛永14年（1637年） 正月5日：正五位下
- 寛永19年（1642年） 正月5日：従四位下。正月11日：左近衛権少将
- 正保2年（1645年） 5月6日：従四位上
- 正保5年（1648年） 正月5日：正月5日：正四位下
- 承応3年（1654年） 12月19日：蔵人頭、左近衛権中将
- 承応4年（1655年） 正月5日：正四位上。正月19日：去蔵人頭
- 明暦元年（1655年） 5月22日：参議、中将如元。6月11日：辞参議
- 明暦2年（1656年） 正月5日：従三位
- 寛文元年（1661年） 正月5日：正三位。12月24日：権中納言
- 寛文3年（1663年） 12月2日：辞権中納言
- 寛文6年（1666年） 12月23日：権大納言
- 寛文8年（1668年） 12月22日：従二位。12月24日：辞権大納言
- 延宝元年（1673年） 12月26日：正二位
- 延宝2年（1674年） 2月18日：薨去（享年48）

## 系譜
- 父：中山元親[1]
- 母：不詳
- 養子：中山篤親 - 正親町実豊の三男[2]